# Люпин
Люпи́н, или волчий боб (лат. Lupinus) — род растений из семейства Бобовые (Fabaceae). Представлен однолетними и многолетними травянистыми растениями, полукустарничками, полукустарниками, кустарниками.

## Биологическое описание

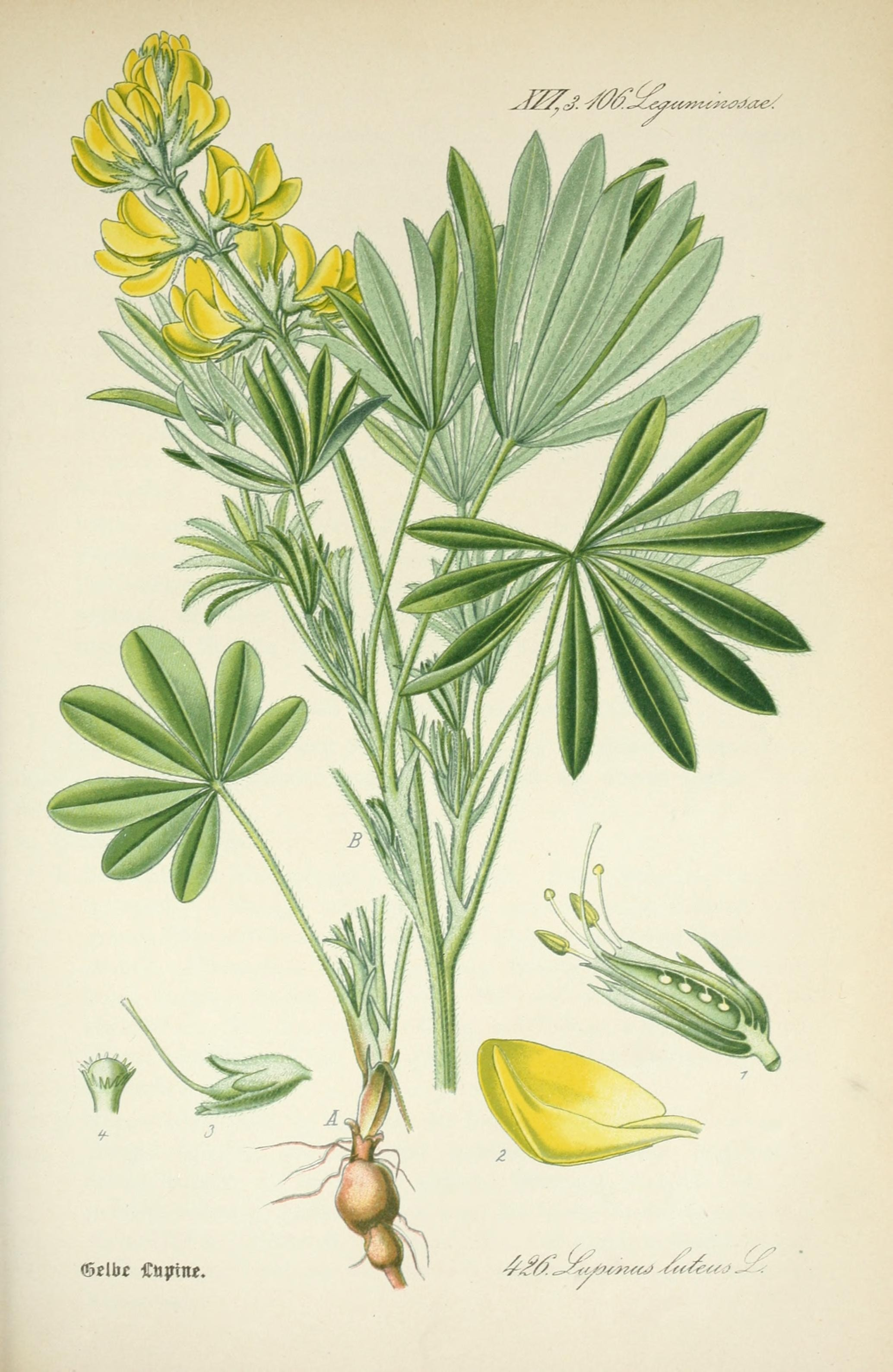
Lupinus luteus
Ботаническая иллюстрация 1888 г.

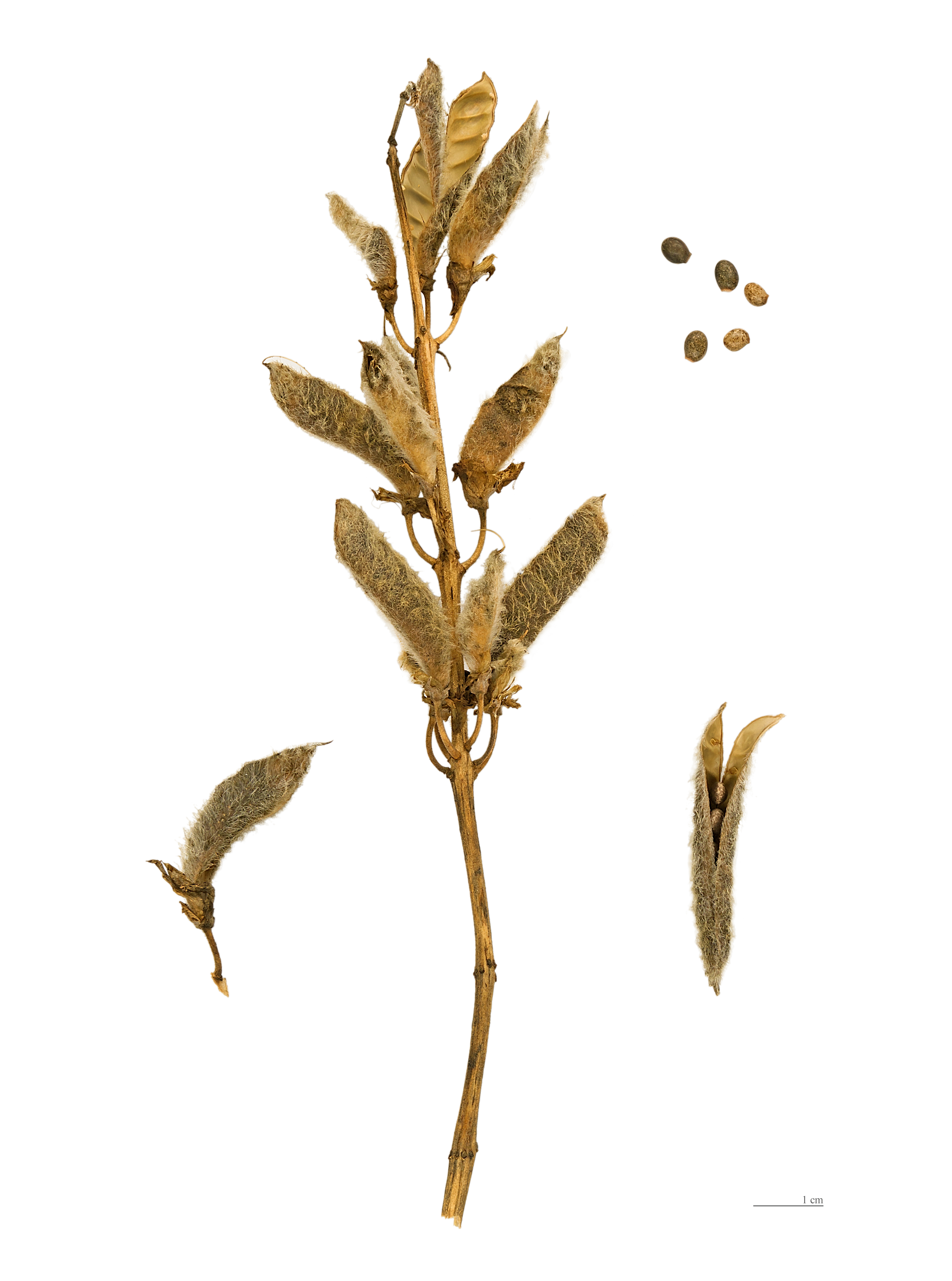
Плоды и семена Lupinus polyphyllus

Корневая система стержневая. На корнях расположены клубеньки азотфиксирующих бактерий Bradyrhizobium lupini, поглощающих азот из воздуха, переводя его в связанное состояние.
Стебли травянистые или деревянистые, в различной степени облиственные. Ветви прямостоящие, оттопыренные или стелющиеся.
Листья очерёдные, пальчато-сложные, на длинных черешках, сочленённых со стеблем мясистой листовой подушечкой с удлинёнными прилистниками.
Соцветие — многоцветковая верхушечная кисть. Цветки расположены очерёдно, полумутовчато или мутовчато.
Цветок зигоморфный. Парус округлый или овальный посередине выпрямленный, обе половины его сильно отогнуты назад и до открытия цветка плотно прикрывают остальные лепестки (внутри него включены крылья и лодочки).
Окраска венчика цветка разнообразная по цвету, однотонная или пёстрая, чаще всего синяя. Чашечка двугубая, надрез губ глубокий, достигает почти самого основания чашечки, реже её половины.
Прицветник одиночный, расположен в основании цветочной почки, под чашечкой, обычно очень рано опадающий. Величина и форма прицветника крайне разнообразны. По консистенции прицветники бывают от нежно-плёнчатых прозрачных до плотных, грубо-кожистых. Окраска прицветников различная — кремовая, салатная, зелёная с антоцианом и тёмно-антоциановая, почти чёрная.
Тычинки однобратственные с некоторой тенденцией к переходу в двубратственные. Все десять тычинок внизу срастаются тычиночными нитями в цельную трубку, вверху свободные. Однако одна из тычинок несколько изолирована от остальных. Тычиночные нити в свободной части к верхушке несколько утолщены; пять из них, противоположные чашелистикам, вначале длиннее остальных, позднее — все нити одинаковой длины.
Пыльники диморфные по форме и величине: противоположные чашелистикам (пыльники верхнего яруса) — более крупные и удлинённые; противоположные лепесткам (пыльники нижнего яруса) — более мелкие, округлопочковидные. И те, и другие пыльники прикрепляются к тычиночным нитям своими основаниями. Пыльцевые зёрна в обеих группах пыльников одинаковой величины и формы, треугольные, по поверхности мелкоячеистые.
Завязь свободная, сидячая, с двумя или многими семяпочками; столбик круглый, изогнутый кверху, голый; рыльце головчатое, покрытое многочисленными сосочками, окружено венцом довольно твёрдых волосков.
Семяпочка кампилотропная, имеет один или два интегумента, из которых внешний развит значительно сильнее, тогда как внутренний состоит только из двух клеточных слоёв и очень мало заметен.
Боб кожистый, линейный или слабо согнутый, несколько сдавленный, реже слегка вальковатый. Поверхность бобов неровная, часто с выдающимися жилками, окраска кремовая, коричневая или чёрная.
Семена очень разнообразны по величине, форме и окраске. Поверхность семян гладкая или мелкоячеистая. При прорастании семени семядоли выходят из почвы и, зеленея, переходят в семядольные листья, которые снабжены устьицами. Первичные настоящие листья, невидимые до прорастания, очерёдные. Первичные листья чаще пальчатые, реже тройчатые.

## Распространение и экология

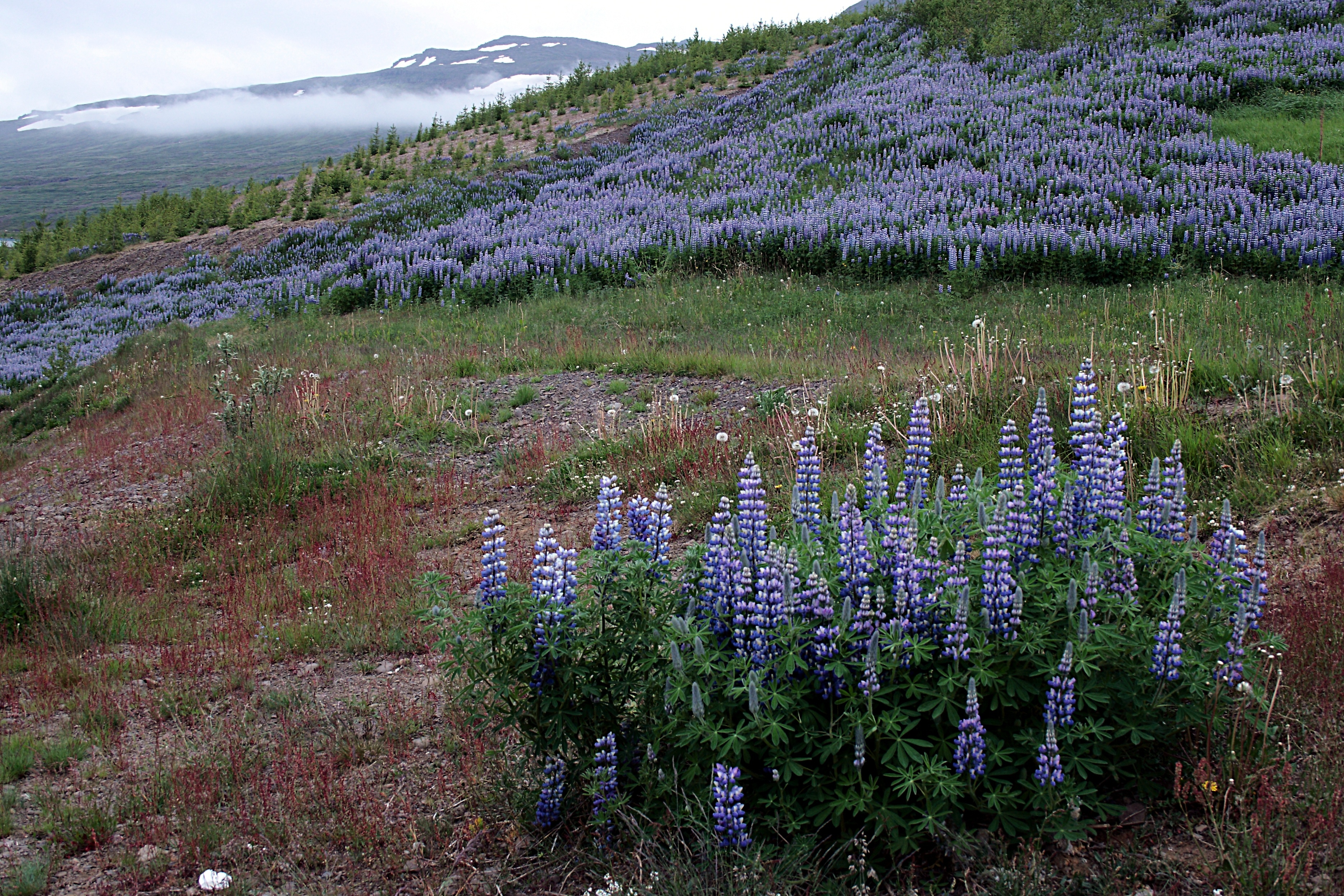
Lupinus nootkatensis. Аляска

Большинство видов сконцентрированы в двух крупных регионах: средиземноморско-африканском (Восточное полушарие, подрод Lupinus) и американском (Западное полушарие, подрод Platycarpos).
В Средиземноморье и Африке описано 12 видов люпина, среди которых 11 однолетних и 1 многолетний, но, видимо, уже вымерший вид. Люпины данного региона произрастают в основном очагами на лёгких почвах преимущественно на небольших высотах или морских побережьях.
В Западном полушарии люпины распространены от 0 до 4800 метров над уровнем моря и выше, от Патагонии до Аляски (Юкон) и от Тихого до Атлантического океана. Наибольшее разнообразие наблюдается в субальпийской и альпийской зонах Анд и Кордильер, причём в высокогорных растительных формациях люпины играют доминирующую роль. В эти сообщества обычно входят многолетние высокорослые (травянистые и кустарниковые) виды, достигающие нередко высоты 4 метров и более. На засушливых местах с менее плодородными почвами высокогорий встречаются низкорослые, подушечные формы. В нижнем поясе гор и на равнинах Америки чаще растут одно-, двулетние люпины, многие из которых обитают на бедных почвах и в весьма засушливых районах. Среди них есть эфемеры.
О количестве видов люпинов, произрастающих в Америке, мнения различны. Большинство исследователей сходятся во мнении, что число реально существующих видов люпина, исключая синонимы, не больше 200. Из американских видов люпина окультурен ещё древними инками в VII—VI веках до н. э. и широко возделывается в настоящее время на разных континентах люпин изменчивый (Lupinus mutabilis Sweet). Во многих странах натурализован или возделывается также люпин многолистный (Lupinus polyphyllus Lindl.).
По своей природе люпин — ксеромезофит, отличающийся высокой засухоустойчивостью. Некоторые виды люпина произрастают в пустынях штатов Аризона, Орегон, Техас, Калифорния, Нью-Мексико, на плоскогорьях Мексики, в пустынях Перу и Чили, оазисах Сахары.
В странах Средиземноморья люпины растут на приморских песках, на лугах и залежах, в расселинах скал и засоряют посевы культурных растений. Большинство люпинов приспособлено к умеренным температурам, но некоторые североамериканские виды, например, Lupinus arcticus переносят очень низкие температуры.

## Возделывание и использование

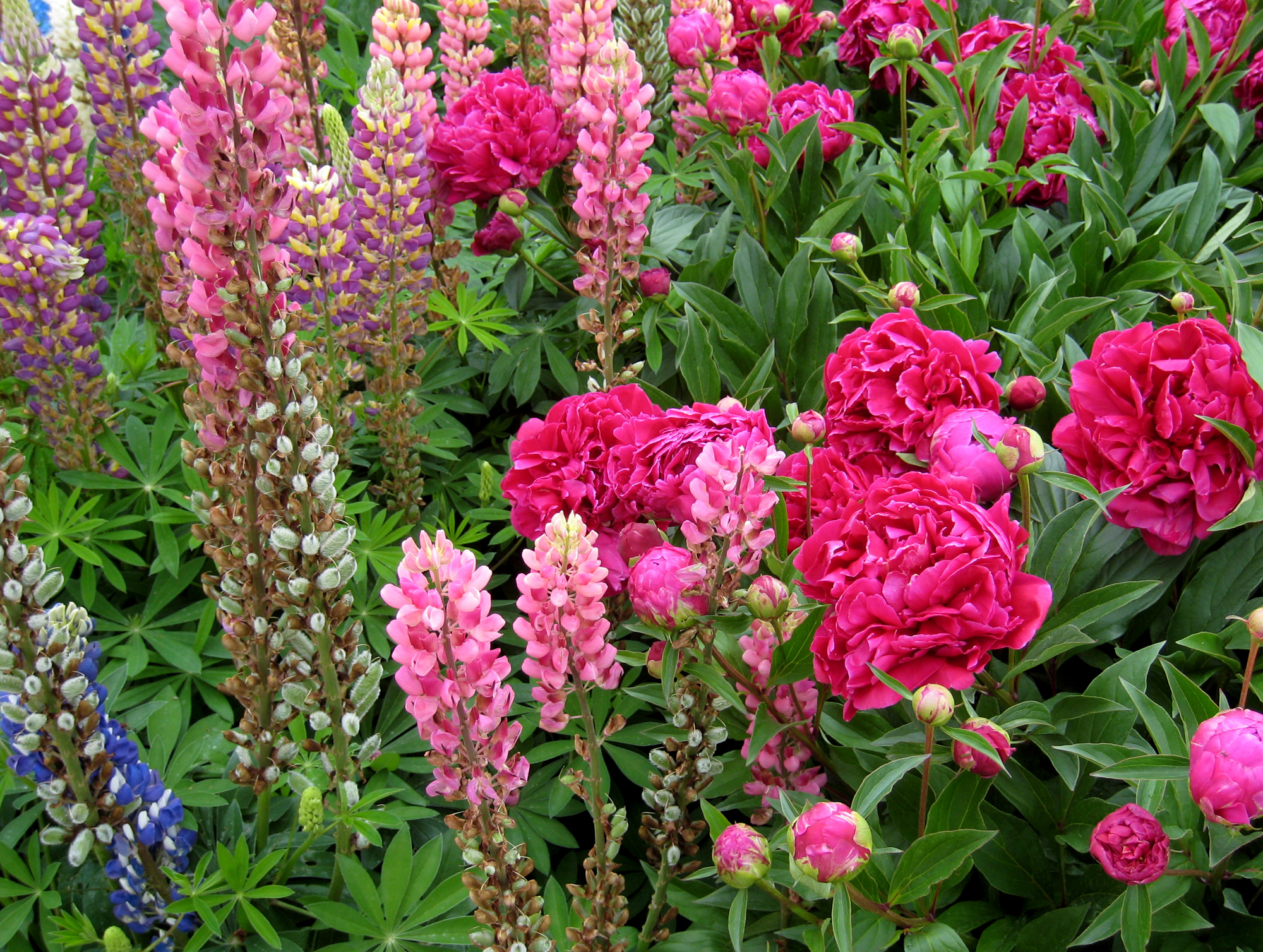
Люпины и пионы в смешанной посадке

Интерес к люпину обусловлен высоким содержанием в его семенах белка (до 50 %), масла (от 5 до 20 %), по качеству близкого к оливковому, отсутствием ингибиторов пищеварения и других антипитательных веществ.
Корневая система люпина способна проникать на большую глубину почвы и использовать труднорастворимые фосфаты. Благодаря симбиозу с клубеньковыми бактериями люпин способен накапливать в почве до 200 кг азота с гектара и является прекрасным сидератом. Его использование в качестве зелёного удобрения позволяет сохранять в чистоте окружающую среду, экономить дорогостоящие удобрения, выращивать экологически чистую продукцию.
Люпин узколистный (люпин голубой) наиболее скороспелый, он способен улучшать тяжелые почвы и повышать эффективность кислых минеральных удобрений, в России его зачастую возделывают в качестве сидерата. К примеру, при сидеральном использовании люпина узколистного «Олигарх» запашка зеленой массы равноценна по эффективности 40 т/га навоза и заменяет 6 ц/га аммиачной селитры.
Люпин жёлтый может произрастать на бедных песчаных почвах, для окультуривания которых его часто и используют, а также используют как декоративное растение. Отдельные сорта желтого люпина, называемые люпином желтым сладким, не содержат алкалоидов и могут использоваться в качестве кормовых растений.
Люпин белый более теплолюбив (температура прорастания семян +16°С), при этом он значительно превосходит лучшие сорта сои и гороха по урожайности зерна и сбору белка, продуктивность современных сортов белого люпина достигает 40-50 ц/га семян, а урожайность зеленой массы — 700—1000 ц/га. Люпин для России такой же идеальный белковый компонент корма, как соевые бобы для США и Бразилии, которые в результате использования собственной сои являются мировыми лидерами в производстве мяса.
Семена люпина со времен Древнего Рима используются в пищу человека и на корм животным. Они прекрасно заменяют сою, при этом содержание таких антипитательных веществ, как ингибиторы трипсина в зерне люпина в 100 раз ниже, чем в сое, что обусловливает его высокую переваримость и позволяет использовать в корм животным без предварительной термической обработки. Содержание белка в семенах Люпина белого может достигать 50 %, но использование его на корм долгое время оставалось проблематичным из-за содержащихся в семенах и надземной массе 1-2 % горьких и ядовитых алкалоидов. По инициативе Д. Н. Прянишникова в СССР были выведены безалкалоидные или так называемые сладкие сорта люпина, содержание алкалоидов в которых составляло не более 0,0025 %. Эти сорта оказались пригодными для кормовых и даже пищевых целей. Килограмм зерна малоалкалоидного люпина содержит 1,04 кормовых единиц, 225 грамм перевариваемого белка, 251 грамм протеина.

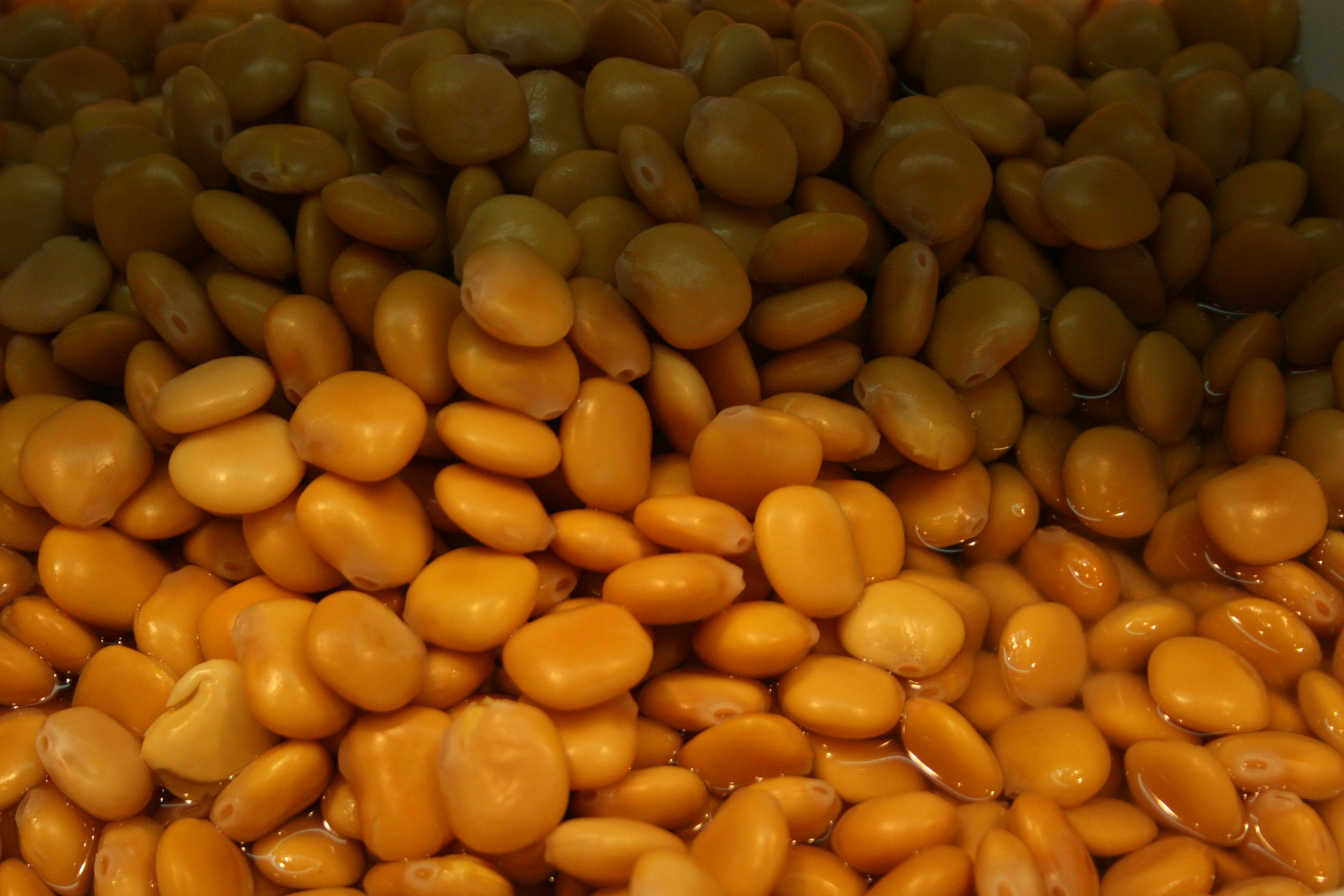
Маринованные бобы Люпина белого

В последнее время повысился интерес к более широкому использованию зерна люпина в пищевых целях. Мука из зерна люпина и белковые изоляты используются в хлебобулочной, макаронной, кондитерской и мясоперерабатывающей промышленности, в производстве диетических и лечебно-профилактических продуктов.
Маринованные бобы Люпина белого в странах Средиземноморья и Бразилии это популярная закуска (lupini по-итальянски, tremoços по-португальски, altramuces или chochos по-испански). В Греции они являются очень распространенной закуской в период Великого поста перед Пасхой. Обычно их замачивают в морской воде на 2-3 часа, чтобы смягчить вкус, и употребляют в сыром виде. В Египте является популярной уличной закуской после нескольких замачиваний в воде, а затем засолки. Люпин белый издревле широко распространен в Средиземноморье и на Ближнем Востоке благодаря своим почвомелиоративным свойствам и тому, что он хорошо развивается на кислых почвах до pH = 6,5 и не переносит известняковых почв и ему, за исключением начала вегетационного периода, требуется мало воды, поскольку он имеет длинный стержневой корень.
В настоящее время зеленая масса люпина широко используется в кормовых целях. Кроме того, семена люпина применяются в лакокрасочном, мыловаренном производствах, производстве клеев, пластмасс, искусственной шерсти. Отходы после выделения белка (мезга) используются на корм. Люпин используется также в медицине и фармакологии, цветоводстве, лесоводстве, в качестве корма при разведении рыб.
Некоторые формы применяются в декоративных целях. Люпин нектара не выделяет, но дает медоносным пчёлам пыльцу.
В Российский Государственный реестр селекционных достижений, допущенных к использованию в 2022 году, включено 14 сортов Люпин белый, 28 сортов Люпин узколистный, 11 сортов Люпин желтый и 2 сорта Люпин многолетний.
Самый развитый в отношении потребления люпина в пищу континент — Австралия, где люпином засевается около 1 млн га.

## История культивирования

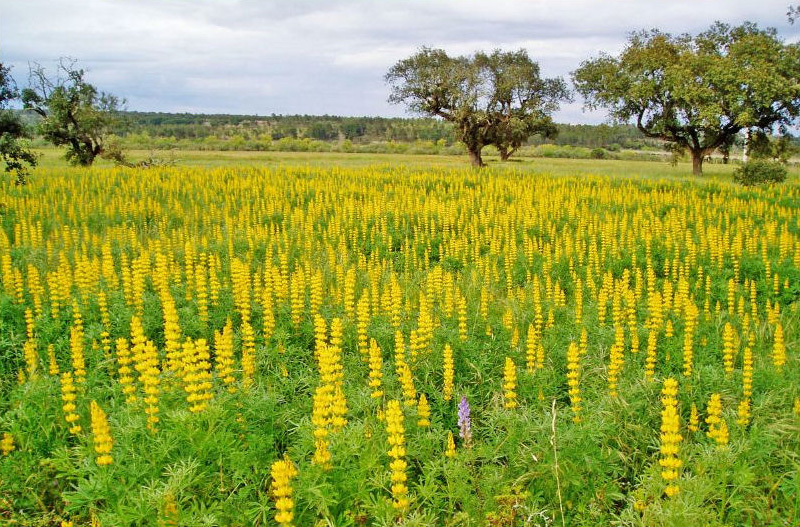
Поле люпина жёлтого в Португалии

Люпин начали возделывать 4000 лет тому назад. Самым первым в культуру был введён люпин белый (L. albus), который использовался в Древней Греции, Египте, Римской империи для пищевых, кормовых, лечебных и удобрительных целей. На Американском континенте был окультурен люпин изменчивый (L. mutabilis).
Селекция люпина ведётся во многих научных учреждениях на основе его генетических особенностей. Актуальной проблемой в люпиносеянии является борьба с болезнями, наиболее вредоносной из которых является антракноз (Glomerella cingulata (Ston.) Sp. et Schr., конидиальная стадия — Colletotrichum gloeosporiodes (Penz.) Penz and Sass., и Colletotrichum acutatum Simm. and Simmonds). Наиболее радикальный путь в этом направлении — создание устойчивых к болезням сортов.
Рейнгольд фон Зенгбуш вывел в 1930-е гг. так называемый «сладкий люпин» — сорта люпина с низким содержанием ядовитых алкалоидов. Результаты селекции были строго засекречены и опубликованы лишь в 1942 г. Параллельно в биохимической лаборатории Всесоюзного института растениеводства в 1931 г. под руководством Н. Н. Иванова разработан более простой экспресс-метод получения «сладкого люпина». По мнению Н. И. Вавилова (1932) обнаружение безалкалоидного люпина — это открытие, представляющее исключительный интерес для агрономической практики.

## Классификация

### Таксономия
Lupinus L., 1753, Sp. Pl.: 721
Род Люпин относится к подсемейству Мотыльковые (Papilionoideae) семейства Бобовые (Fabaceae) порядка Бобовоцветные (Fabales). Таксономическая схема в соответствии с Системой APG IV по состоянию на декабрь 2023 года:
|  |                                      |  |                                   |                                   |                   |  | ещё 3 семейства | ещё 3 семейства   |                          |  |                                                              |  | еще 523 рода | еще 523 рода |  |
|  |                                      |  |                                   |                                   |                   |  | ещё 3 семейства | ещё 3 семейства   |                          |  |                                                              |  | еще 523 рода | еще 523 рода |  |
|  |                                      |  |                                   | порядок Бобовоцветные             |                   |  |                 |                   | подсемейство Мотыльковые |  |                                                              |  |              |              |  |
|  |                                      |  |                                   | порядок Бобовоцветные             |                   |  |                 |                   | подсемейство Мотыльковые |  | 650 подтвержденных видов и 28 видов, ожидающих подтверждения |  |              |              |  |
|  | отдел Цветковые, или Покрытосеменные |  |                                   |                                   | семейство Бобовые |  |                 |                   | род Люпин                |  |                                                              |  |              |              |  |
|  | отдел Цветковые, или Покрытосеменные |  |                                   |                                   |                   |  |                 |                   |                          |  |                                                              |  |              |              |  |
|  |                                      |  | ещё 63 порядка цветковых растений | ещё 63 порядка цветковых растений |                   |  |                 | еще 5 подсемейств | еще 5 подсемейств        |  |                                                              |  |              |              |  |
|  |                                      |  |                                   | ещё 63 порядка цветковых растений |                   |  |                 |                   | еще 5 подсемейств        |  |                                                              |  |              |              |  |

### Виды
Некоторые из них:
- Lupinus albus L. — Люпин белый
- Lupinus angustifolius L. — Люпин узколистный
- Lupinus luteus L. — Люпин жёлтый
- Lupinus perennis L. — Люпин многолетний
- Lupinus polyphyllus Lindl. — Люпин многолистный